# Val de San Martín
Val de San Martín ist ein spanischer Ort und eine Gemeinde (municipio) mit nur noch 59 Einwohnern (Stand: 2024) im Süden der Provinz Saragossa in der Autonomen Gemeinschaft Aragonien. Die Gemeinde gehört zur bevölkerungsarmen Serranía Celtibérica.

## Lage und Klima
Val de San Martín liegt ca. 90 Kilometer südsüdwestlich der Provinzhauptstadt Saragossa in einer Höhe von ca. 895 m. 
Das Klima ist gemäßigt bis warm; Regen (ca. 472 mm/Jahr) fällt übers Jahr verteilt.

## Bevölkerungsentwicklung
| Jahr      | 1970 | 1981 | 1991 | 2001 | 2011 | 2021 |
| Einwohner | 117  | 82   | 70   | 88   | 80   | 59   |

Die Mechanisierung der Landwirtschaft, die Aufgabe bäuerlicher Kleinbetriebe und der damit verbundene Verlust von Arbeitsplätzen führten in der zweiten Hälfte des 20. Jahrhunderts zu einem deutlichen Rückgang der Bevölkerungszahl (Landflucht).

## Sehenswürdigkeiten
- Marienkirche (Iglesia de Santa María la Mayor)

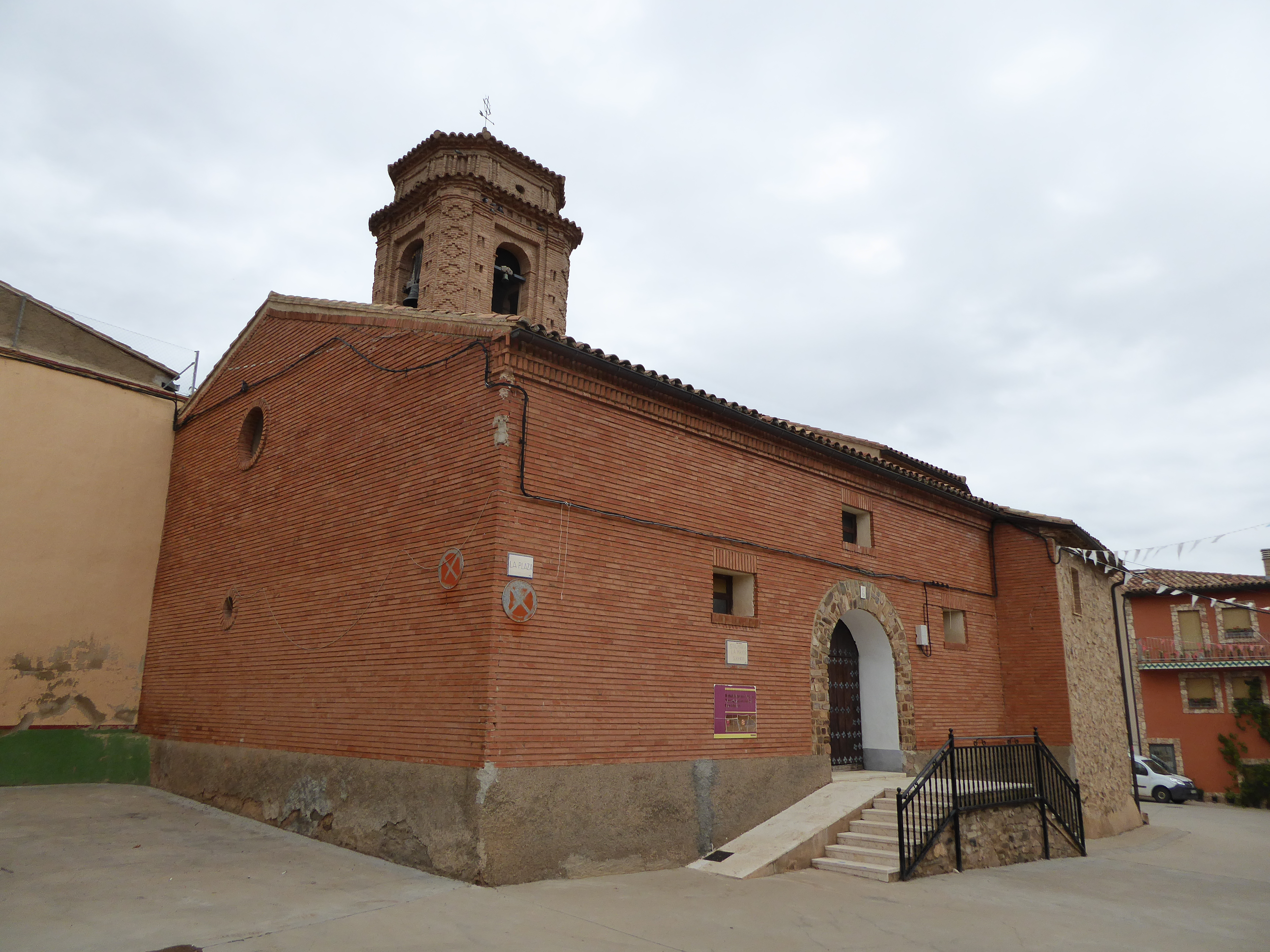
Marienkirche